# Торчиха (Московская область)
Торчиха — деревня в городском округе Домодедово Московской области.

## География
Находится в южной части Московской области на расстоянии приблизительно 26 км на юго-восток по прямой от железнодорожной станции Домодедово.

## История
До 2004 года входила в состав Лобановского сельского округа Домодедовского района.

## Население
Постоянное население составляло 0 человек в 2002 году, 1 в 2010.